# مبنى طبيعي

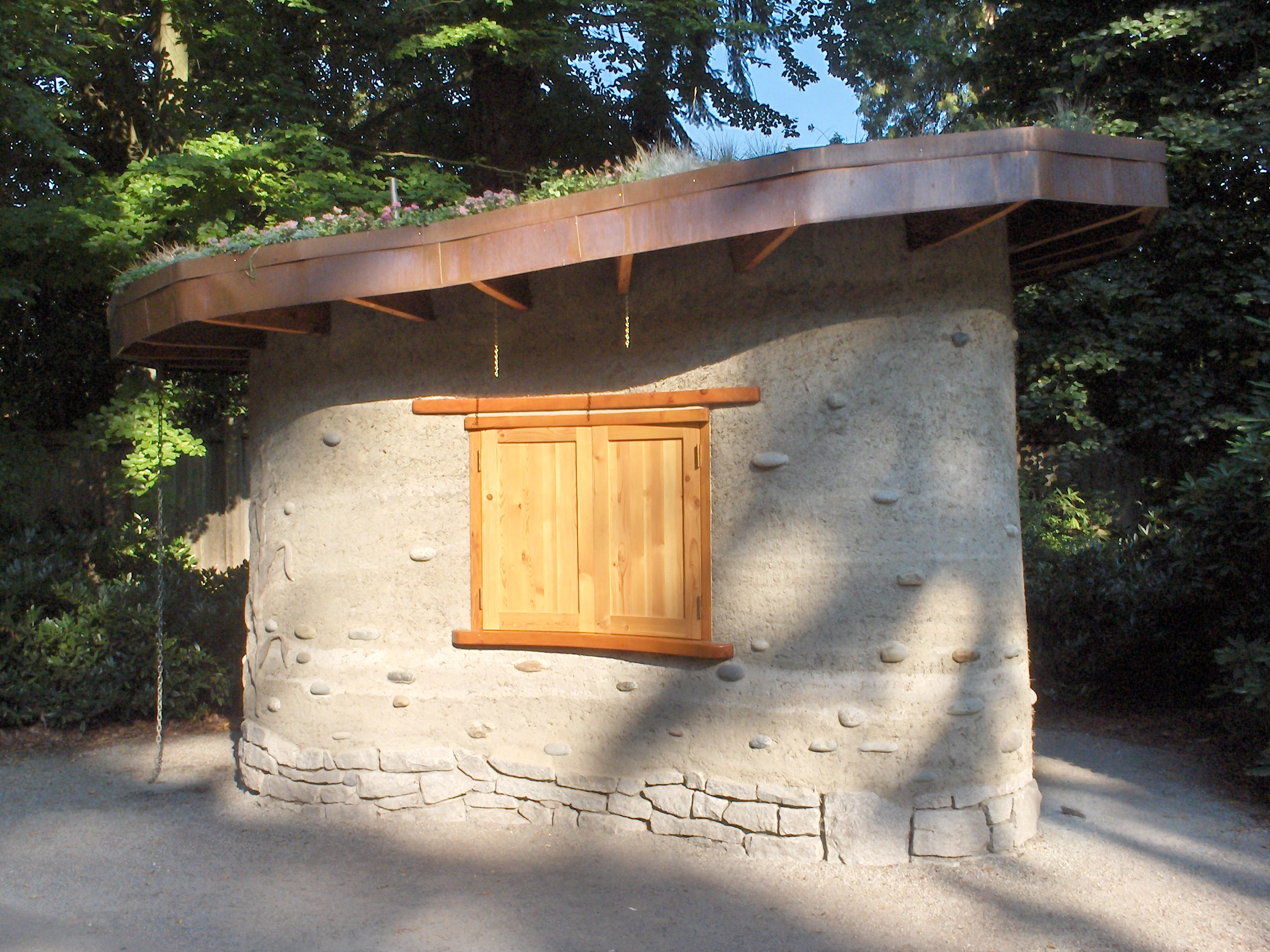
مبنى طبيعي

المبنى الطبيعي (بالإنجليزية: Natural Building)‏ يتضمن عدد من أنظمة البناء والمواد المستخدمة في بناء الفضاءات التي تؤكد على الاستدامة. إن طرق تحقيق الاستدامة خلال الأبنية الطبيعية يتم من خلال التركيز على المتانة وتوفير الطاقة المتجددة والبيئة المناسبة للسكن. كما تعتمد الأبنية الطبيعية على علم البيئة المحلية وعلم الأرض والمناخ والطابع الخاص لموقع المبنى واحتياجات المستخدمين.
قواعد الأبنية الطبيعية تشدد على الحاجة إلى التقليل من التأثير البيئي للأبنية والأنظمة المساعدة الأخرى، دون التضحية بالراحة والصحة وجمالية المبنى. ولكي يكون أكثر أستدامة، يستخدم المبنى الطبيعي المواد المعاد استخدامها بشكل متجدد وبغزارة.
بالإضافة إلى الاعتماد على المواد الطبيعية في البناء، يشدد المبنى الطبيعي على التصميم المعماري أيضا. كما أن توجيه المبنى واستغلال المناخ المحلي وحالة موقع المبنى تقلل بشكل رئيسي من التأثير على البيئة.
يتضمن البناء الطبيعي مجموعة من أنظمة ومواد البناء التي تركز بشكل كبير على الاستدامة. تركز الوسائل، التي تسعى لتحقيق الاستدامة من خلال البناء الطبيعي، على المتانة واستخدام الموارد المُعالجة بالحد الأدنى والوفيرة والمتجددة، وكذلك المواد التي تنتج، خلال إعادة تدويرها أو تصنيعها، بيئات معيشية صحية وتحافظ على جودة الهواء الداخلي. يميل البناء الطبيعي إلى الاعتماد على العمالة البشرية أكثر من التكنولوجيا. كما يلاحظ مايكل جي. سميث، فإنه يعتمد على «البيئة المحلية والجيولوجيا والمناخ؛ وعلى طبيعة موقع البناء المحدد، وعلى احتياجات وشخصيات البنائين والمستخدمين».
أساس البناء الطبيعي هو الحاجة إلى الحد من الأثر البيئي للمباني وغيرها من النظم الداعمة، دون التضحية بالراحة أو الصحة. للمحافظة على الاستدامة، يستخدم البناء الطبيعي في المقام الأول المواد المتوفرة بكثرة أو القابلة للتجديد أو إعادة الاستخدام أو المعاد تدويرها. تزايد التركيز أيضًا على استخدام المواد المتجددة بشكل سريع. بالإضافة إلى الاعتماد على مواد البناء الطبيعية، يتزايد التركيز على التصميم المعماري. توجه المبنى، والاستفادة من المناخ المحلي وظروف الموقع، والتركيز على التهوية الطبيعية من خلال التصميم، تخفيض التكاليف التشغيلية بشكل أساسي، والتأثير على البيئة بشكل إيجابي. من الشائع بناء الأبنية المضغوطة وتقليل البصمة البيئية، وأيضًا التعامل مع منشآت الطاقة والمياه في الموقع، والمعالجة البديلة لمياه الصرف الصحي وإعادة استخدام المياه.[بحاجة لمصدر]

## المواد
المواد الأكثر استخدامًا في البناء الطبيعي هي الطين والرمل. عندما يُمزج مع المياه، عادةً ما يكون قش أو نوع آخر من الألياف، قد يشكل المزيج الآجر أو الطوب (كتل من الطين). المواد الأخرى الأكثر استخداماً في البناء الطبيعي هي: التربة (التربة المدكوكة أو أكياس التراب) والخشب (كالحطب والإطارات الخشبية/الأعمدة والعوارض) والقش، قش الأرز، والخيزران والحجر. هناك مجموعة واسعة من المواد غير السامة المعاد استخدامها أو المعاد تدويرها شائعة في البناء الطبيعي بما في ذلك مواد البناء المعاد تدويرها (القطع الكبيرة والخرسانة المستعملة) والزجاج الأمامي للسيارات وغيرها من الزجاج المعاد تدويره.
تُجتنب المواد الأخرى من قبل ممارسي هذا النوع من البناء بسبب الآثار البيئية أو الصحية السلبية الرئيسية. وتشمل هذه الأخشاب التي حُصدت على نحو غير مستدام، والمواد السامة الحافظة للأخشاب السامة، والخلائط القائمة على الأسمنت البورتلاندي والمنتجات المشتقة مثل الخرسانة خفيفة الوزن، الدهان والطلاءات الأخرى التي تطلق مركبات عضوية متطايرة، الفولاذ، المخلفات كالإطارات المطاطية في المناطق التي يعاد تدويرها فيها، والبلاستيك؛ لا سيما البولي فينيل كلوريد وتلك التي تحتوي على مذيبات ضارة أو تركيبات مقلدة للهرمونات.

## التقنيات

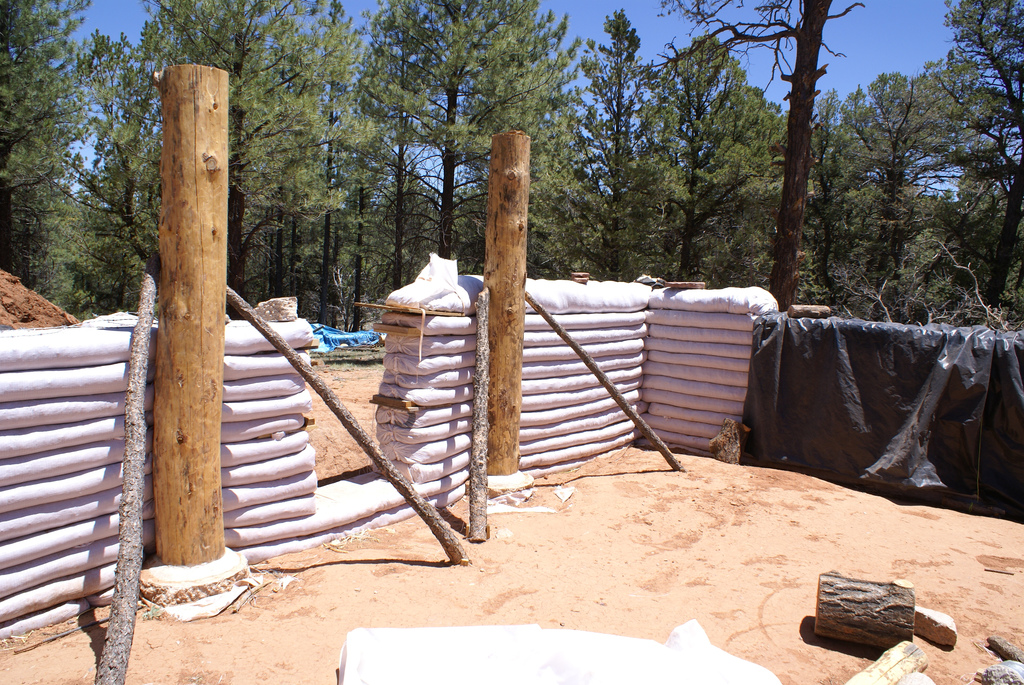
بناء سوبر أدوبي الرائد، بواسطة نادر خليلي من كال-إيرث

العديد من التقنيات والمواد التقليدية تشهد الآن تجدداً في الشعبية. هذا يختلف في حول العالم بناءً على تصميم المباني المناسب للمناخ وتوافر المواد المحلية.

### الطوب
واحد من أقدم أساليب البناء، والطوب ببساطة هو عبارة عن رمل وطين مخلوطان بالماء. في كثير من الأحيان، يُضاف القش المفروم أو الألياف للتقوية. ثم يُترك المزيج ليجف بالشكل المرغوب. يُشكل الطوب فيما بعد بشكل لبنات التي تُكدس لتشكيل جدار.
هناك ادعاءات مختلفة حول النّسب المثلى للطوب والرمل (أو المراكمات الأكبر). يعتبر البعض أن أفضل تربة طوب تحتوي على 15-35% من الطين لربط المواد معًا.